# 雷吉·瑟乌斯
雷吉·瑟乌斯（英語：Reggie Theus，1957年10月13日—），美国NBA联盟前职业篮球运动员、教练。